# 블라다스 미로나스

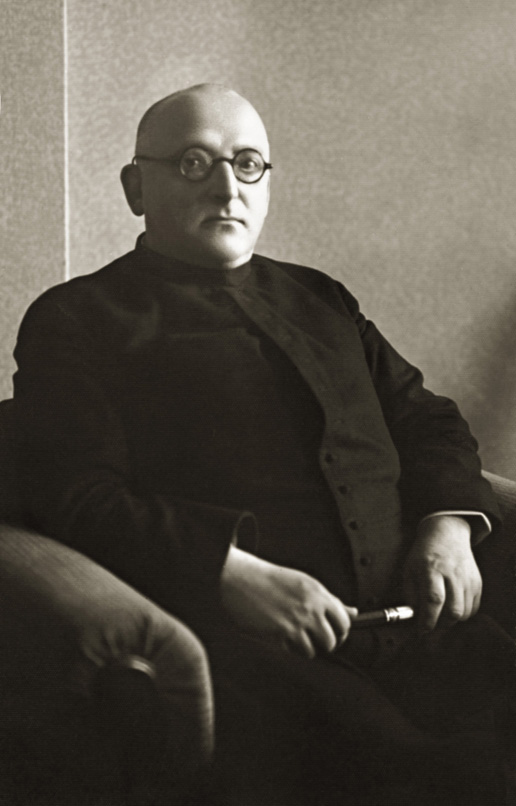
블라다스 미로나스

블라다스 미로나스(리투아니아어: Vladas Mironas, 1880년 6월 22일~1953년 2월 18일)는 리투아니아의 로마 가톨릭 사제, 정치인이다. 리투아니아 독립 선언서에 서명한 20인 중 한 사람으로 후에 독립한 리투아니아의 총리를 지냈다.
리투아니아가 소비에트 연방의 일부가 된 후 1947년에 NKVD에게 체포되어 블라디미르의 감옥에 수감되었으며, 1953년에 옥중에서 사망했다.